# زنان در جنوبگان

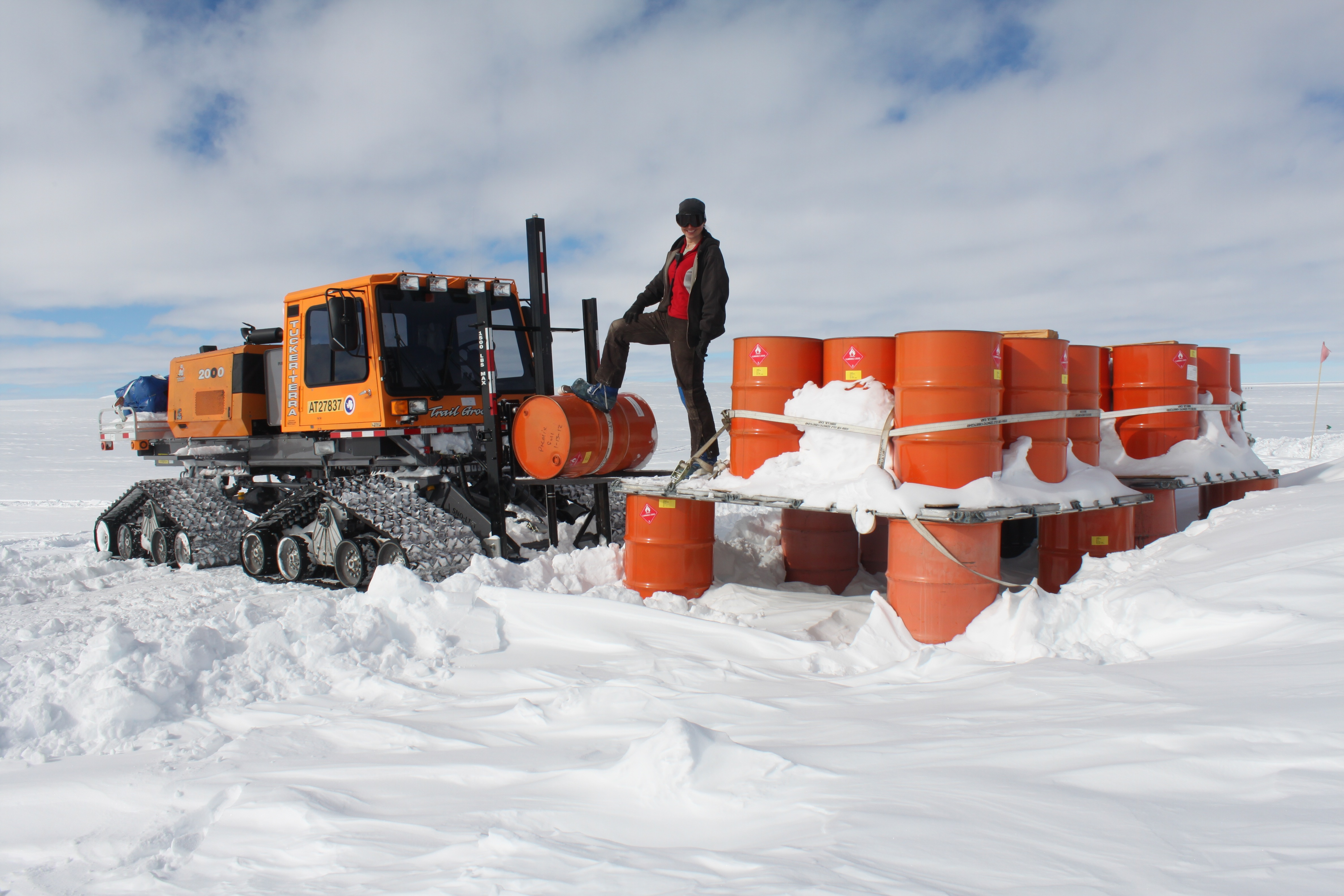
زنی که در یخسار جنوبگان باختری (WAIS) در سال ۲۰۱۲ کار می‌کند.

زنان در جنوبگان (انگلیسی: Women in Antarctica) برای قرن‌ها به کاوش مناطق اطراف جنوبگان پرداخته‌اند. برجسته‌ترین «اولین» حضور زنان در جنوبگان در سال ۱۹۳۵ رخ داد، زمانی که کارولین میکلسن نخستین زنی شد که قدم بر یکی از جزایر جنوبگان گذاشت. کاوشگران مرد اولیه، همچون ریچارد برد، مناطقی از جنوبگان را به نام همسران و سران دولت‌های زن نام‌گذاری کردند. با تغییر ماهیت جنوبگان از مکانی برای کاوش و فتح به جبهه‌ای علمی، زنان تلاش کردند تا در حوزه علوم نیز پذیرفته شوند. نخستین کشورهایی که دانشمندان زن را به جنوبگان فرستادند اتحاد جماهیر شوروی، آفریقای جنوبی و آرژانتین بودند.
علاوه بر کاوش و فعالیت به عنوان دانشمند، زنان نقش‌های حمایتی دیگری نیز ایفا کرده‌اند، از جمله به عنوان همسران، جمع‌آوری‌کنندگان کمک‌های مالی، تبلیغ‌کنندگان، تاریخ‌نگاران، متصدیان موزه‌ها و مدیران سازمان‌ها و خدماتی که از عملیات جنوبگان پشتیبانی می‌کنند. بسیاری از زنان اولیه در جنوبگان همسران کاوشگران بودند. برخی از زنان بدون حضور در جنوبگان، سیاست‌هایی را برای این منطقه تدوین کردند. زنانی که خواهان نقش‌های بزرگ‌تر در جنوبگان بودند، مجبور بودند «با فرضیات جنسیتی دربارهٔ یخ و موانع بروکراتیک مقابله کنند». زنانی که توانایی مشارکت در مأموریت‌ها یا مشاغل جنوبگان را داشتند، کمتر از مردان انتخاب می‌شدند، حتی پس از مطالعه‌ای در سال ۱۹۹۵ توسط جین موکلین که نشان داد زنان بهتر از مردان با شرایط محیطی جنوبگان سازگار می‌شوند.

## موانع تاریخی برای ورود زنان

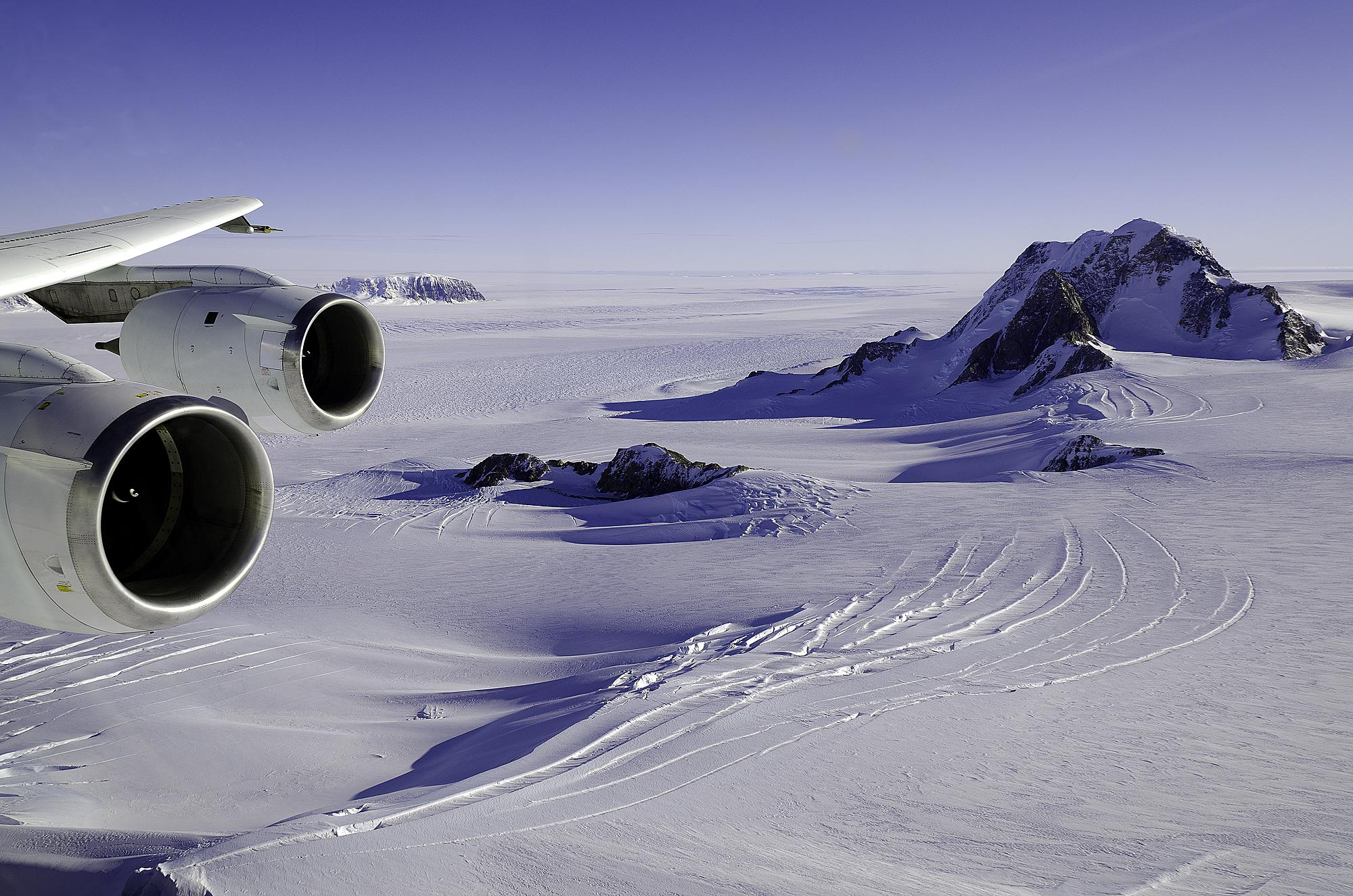
سرزمین ماری برد، نام‌گذاری‌شده به افتخار همسر دریاسالار ریچارد برد در سال ۱۹۲۹.

بیشتر سیاست‌ها و اقدامات اولیه، از جمله تأسیس سازمان‌های جنوبگان، در ابتدا توسط مردان شکل گرفت. زنان در ابتدا به دلیل این باور که قادر به تحمل دماهای شدید یا شرایط بحرانی نیستند، از کاوش‌های جنوبگان کنار گذاشته شدند. ویویان فوکس، رئیس British Antarctic Survey در دهه ۱۹۶۰، معتقد بود که زنان توانایی حمل تجهیزات سنگین را ندارند و تأسیسات جنوبگان برای حضور آنان مناسب نیست. ایالات متحده نیز برای سال‌ها معتقد بود که اقلیم جنوبگان برای زنان بسیار سخت است.
جنوبگان برای بسیاری از مردان مکانی بود که در آن می‌توانستند خود را فاتحانی قهرمان تصور کنند. در فرهنگ غربی، سرزمین‌های مرزی اغلب با نرینگی پیوند خورده‌اند. بسیاری از کاوشگران مرد، جنوبگان را به عنوان «زنی دوشیزه» یا «بدنی زنانه و هیولاوار» می‌دیدند که باید آن را تسخیر کنند. زنان اغلب در نام‌گذاری مکان‌ها و تصرف سرزمینی مورد اشاره قرار می‌گرفتند و بعدها حتی تشویق می‌شدند که در جنوبگان زایمان کنند. این سیاست به‌طور مشخص در اقدام آرژانتین دیده می‌شود که زنان باردار را به جنوبگان می‌برد تا در آنجا زایمان کنند و از این طریق ادعای مالکیت بر این سرزمین را مطرح نماید.
سیلویا مورلا د پالما نخستین زنی بود که در جنوبگان زایمان کرد و در ۷ ژانویه ۱۹۷۸ در پایگاه اسپرانزا آرژانتین، امیلیو پالما را با وزن ۳٫۴ کیلوگرم (۷ پوند ۸ اونس) به دنیا آورد.
مردان از داشتن فضایی که خالی از حضور زنان باشد، لذت می‌بردند؛ فضایی که در اواخر دهه ۱۹۴۰ «به آن‌ها اجازه می‌داد نوعی از رفاقت مردانه و ماجراجویی را که در دوران جنگ جهانی دوم تجربه کرده بودند، ادامه دهند.» در یکی از مقالات خبری دربارهٔ جنوبگان که در سال ۱۹۵۸ نوشته شده بود، نویسنده به استفاده از درخشش اشاره می‌کند: «در قاره‌ای بدون زن، هدف از درخشش جلب توجه یک بلوند عشوه‌گر نیست، بلکه جذب دید دیده‌بان‌ها در صورت گم شدن کاوشگران در یخبندان بی‌پایان است.» فضای مردانه جنوبگان در برابر تغییر مقاومت می‌کرد. در دهه ۱۹۸۰، تلاشی از سوی مردان صورت گرفت تا «سقف سیستین» کلبه وِدل در جنوبگان را به عنوان یک میراث ملی استرالیا با «اهمیت بالا» ثبت کنند. «سقف سیستین» پوشیده از ۹۲ تصویر پین‌آپ زنان از دهه‌های ۱۹۷۰ و ۱۹۸۰ بود. این فضا نمایانگر «باشگاهی کاملاً مردانه» بود که اعضای آن معتقد بودند حضور زنان «خلوص یک محیط کار و سرگرمی همجنس‌گرا-اجتماعی را از بین می‌برد.» در سال ۱۹۸۳، روزنامه سان برناردینو کانتی سان در مقاله‌ای دربارهٔ جنوبگان نوشت که این قاره «همچنان یکی از آخرین سنگرهای شاه نر است، جایی که مردان، مرد هستند و زنان زائد.» یکی از دانشمندان، لایل مک‌گینیس، که از سال ۱۹۵۷ به جنوبگان می‌رفت، از حضور زنان در این عرصه ابراز نارضایتی کرد و گفت که «مردان هیچ‌وقت گله نمی‌کنند.» او باور داشت که زنان شکایت می‌کنند و به «راحتی» نیاز دارند. البته، همه مردان چنین نظری نداشتند. برخی معتقد بودند که حضور زنان زندگی در جنوبگان را بهتر کرده و یک مهندس مرد اظهار داشت که بدون زنان، «مردان خوک هستند.» جامعه‌شناس چارلز موسکوس نیز اشاره کرد که با ورود زنان به یک گروه، میزان پرخاشگری کاهش یافته و «فرهنگی متمدن‌تر شکل می‌گیرد.»
بسیاری از مشاغل در جنوبگان در حوزه علوم بودند و زنان در این مسیر نیز با موانعی مواجه شدند. هنگام تلاش زنان برای فعالیت در علوم، استدلال‌هایی مبتنی بر جبرگرایی زیستی، روان‌شناسی فرگشتی و باورهای رایج دربارهٔ علوم اعصاب به‌عنوان بهانه‌هایی برای توضیح حضور کمتر زنان در این حوزه‌ها مطرح می‌شد. این استدلال‌ها بر این اساس بودند که «زنان از نظر تکاملی برای علم و محیط رقابتی آزمایشگاه مناسب نیستند.» برخی زنان احساس می‌کردند که حضورشان در جنوبگان «یک شوخی» است و مردان آن‌ها را ناتوان می‌دانند.
کاوش‌های جنوبگان و تحقیقات علمی معمولاً توسط نیروی دریایی ملی کشورها پشتیبانی می‌شد که اغلب تمایلی به حضور زنان در کشتی‌های خود نداشتند. نیروی دریایی ایالات متحده آمریکا این بهانه را مطرح می‌کرد که «امکانات بهداشتی در جنوبگان بیش از حد ابتدایی است» و همین را دلیل منع ورود زنان قرار می‌داد. نیروی دریایی ایالات متحده همچنین جنوبگان را «یک پایگاه اختصاصی مردانه» می‌دانست. دریاسالار جورج جِی. دوفِک در سال ۱۹۵۶ اظهار داشت که «زنان تنها بر فراز جسد او به تیم‌های آمریکایی در جنوبگان خواهند پیوست.» او همچنین باور داشت که حضور زنان در جنوبگان «توهم مردان از قهرمان بودن و مرزنشینی را نابود می‌کند.» گروه‌های نظامی همچنین نگران مسئله «سوء رفتار جنسی» بودند.
تغییرات به‌آرامی صورت گرفت، زیرا زنان تلاش کردند که بخشی از کاوش‌ها و تحقیقات در جنوبگان شوند. مقاله‌ای که در سال ۱۹۷۴ در روزنامه دیلی هرالد شیکاگو منتشر شد، ورود زنان به جنوبگان را به عنوان ادغام این سرزمین با «لمسی کاملاً زنانه» توصیف کرد. این مقاله به بوهای معطر زنان، روش‌های پذیرایی از مهمانان در جنوبگان و «پاهای ظریف» کارولین میکلسن اشاره کرده بود. در نهایت، «حضور و تأثیر محققان زن در جنوبگان به سرعت افزایش یافت.»

## زنان پیشگام در جنوبگان

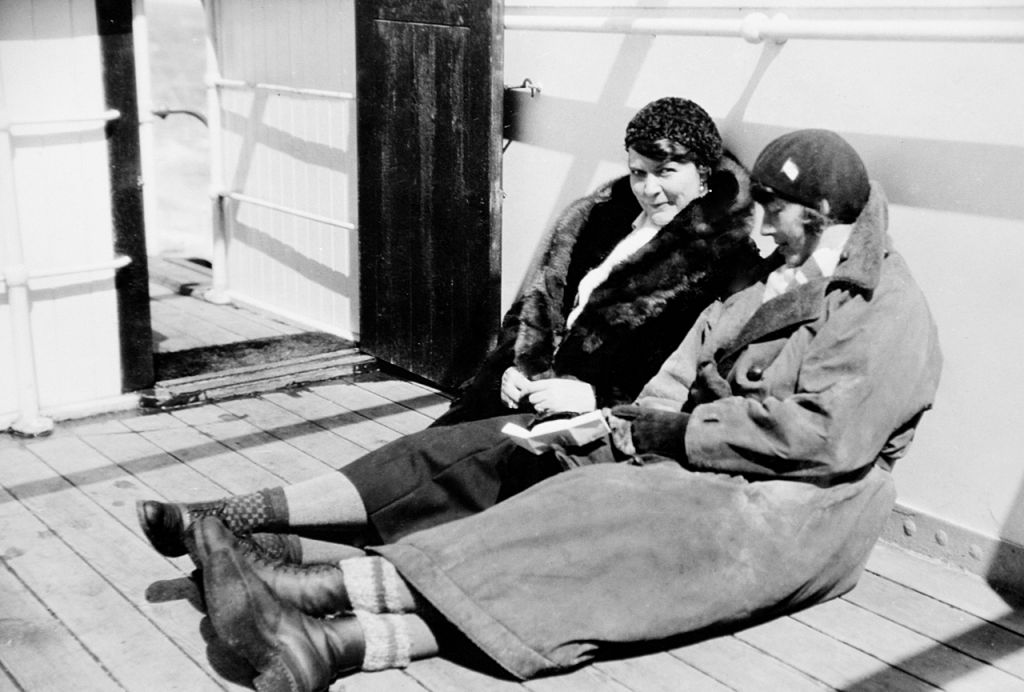
اینگرید کریستنسن (چپ) و ماتیلده وگر در سفر دریایی سال ۱۹۳۱.

روایات شفاهی در اقیانوسیه نشان می‌دهند که ممکن است زنان کاوشگر، مانند مردان، به مناطق جنوبگان سفر کرده باشند؛ همان‌گونه که اوی-ته-رانگیورا در حدود سال ۶۵۰ میلادی و ته آراتانگا-نوکو در سال ۱۰۰۰ میلادی این کار را انجام دادند، اما این موضوع تأیید نشده است. نخستین زن غربی که به منطقه جنوبگان سفر کرد، لوئیز سِگوین بود که در سال ۱۷۷۳ با کشتی رولان و همراه با ایو-ژوزف دو کرگلن-ترمارک سفر کرد.
قدیمی‌ترین بقایای انسانی شناخته‌شده در جنوبگان جمجمه‌ای متعلق به یک زن بومی شیلیایی بود که در ساحل یامانا در جزایر شتلند جنوبی یافت شد و قدمت آن به سال‌های ۱۸۱۹ تا ۱۸۲۵ بازمی‌گردد. این بقایا در سال ۱۹۸۵ توسط مؤسسه جنوبگان شیلی کشف شد.
در اوایل قرن بیستم، زنان علاقه‌مند به سفر به جنوبگان بودند. زمانی که ارنست شکلتون برای سفر اکتشافی سال ۱۹۱۴ خود تبلیغ کرد، سه زن برای پیوستن به سفر درخواست دادند، اما پذیرفته نشدند. در سال ۱۹۱۹، روزنامه‌ها گزارش دادند که زنان مایل به سفر به جنوبگان هستند و نوشتند که «چندین زن مشتاق پیوستن بودند، اما درخواست‌هایشان رد شد.» بعدها، در سال ۱۹۲۹، بیست‌وپنج زن برای پیوستن به هیئت تحقیقاتی جنوبگان بریتانیا، استرالیا و نیوزیلند (BANZARE) درخواست دادند که همگی رد شدند. در سال ۱۹۳۷، زمانی که یک سفر اکتشافی خصوصی بریتانیایی به جنوبگان پیشنهاد شد، ۱٬۳۰۰ زن برای شرکت در آن درخواست دادند، اما هیچ‌یک پذیرفته نشدند. پس از سه سال تلاش برای تأمین بودجه، این سفر با آغاز جنگ جهانی دوم لغو شد.
زنانی که همسرانشان در سفرهای اکتشافی بودند، «سال‌ها تنهایی و اضطراب را تحمل کردند.» زنانی مانند کتلین اسکات برای تأمین هزینه سفرهای همسرانشان پول جمع‌آوری کردند.
نخستین زنانی که در کاوش جنوبگان مشارکت داشتند، همسران و همراهان مردان کاوشگر بودند. زنان به عنوان «همسران صیادان نهنگ» به آب‌های جنوبگان سفر می‌کردند. نخستین زنانی که قاره جنوبگان را دیدند، نروژی اینگرید کریستنسن و همراهش ماتیلده وگر بودند که با همسر کریستنسن سفر می‌کردند. نخستین زنی که بر روی خشکی جنوبگان گام نهاد، جزیره‌ای در این قاره، کارولین میکلسن در سال ۱۹۳۵ بود. او فقط برای مدت کوتاهی به خشکی رفت و همراه با همسرش بود. پس از درگذشت همسرش، میکلسن دوباره ازدواج کرد و برای «حفظ احساسات همسر جدیدش» دربارهٔ تجربه‌اش در جنوبگان صحبت نکرد. کریستنسن پس از اولین تجربه خود، سه بار دیگر به جنوبگان بازگشت. او سرانجام در مونولیت اسکالین فرود آمد و نخستین زنی شد که بر قاره جنوبگان گام نهاد. پس از او، دخترش آگوستا صوفی کریستنسن و دو زن دیگر، لیل مور راچلو و سولویگ ویدروه، پا به جنوبگان گذاشتند. اما چون این زنان تصور می‌کردند که این فرود «اولین» نیست، دستاورد خود را چندان بزرگ ندانستند.
در سال‌های ۱۹۴۶ و ۱۹۴۷، جکی ران و جنی دارلینگتون نخستین زنانی بودند که یک سال کامل را در قطب جنوب سپری کردند. زمانی که ران و دارلینگتون در سال ۱۹۴۶ تصمیم گرفتند همسران خود را در این سفر همراهی کنند، مردان حاضر در این مأموریت «دادخواستی امضا کردند تا از این اتفاق جلوگیری کنند». ران در این مأموریت به‌عنوان «ثبت‌کننده» فعالیت داشت. هر دو زن دربارهٔ تجربیات خود در یخ‌های قطب جنوب نوشتند و در کتاب دارلینگتون به‌ویژه به این موضوع پرداخته شد که چگونه تنش بین اعضای گروه «روابط میان این دو زن را نیز تحت تأثیر قرار داد». یکی از روش‌هایی که دارلینگتون برای سازگاری با مردان گروه در پیش گرفت، این بود که خود را «تا حد امکان نامحسوس در گروه» نگه دارد. یکی از مردان گروه، هنگامی که برای اولین بار دارلینگتون را در پایگاه قطب جنوب دید، «وحشت‌زده فرار کرد و تصور کرد که دیوانه شده است». هر دو زن، پس از بازگشت از قطب جنوب، نقش خود را کمرنگ جلوه دادند و «بیشتر افتخارات را به همسرانشان واگذار کردند».
در سال ۱۹۴۸، دیپلمات بریتانیایی مارگارت آنستی در بررسی مناطق وابسته به جزایر فالکلند (FIDS) مشارکت داشت و به تدوین سیاست‌های این برنامه کمک کرد.